# Jasmuheen
Jasmuheen, pseudonimo di Ellen Greve (1957), è una saggista australiana nota per le sue teorie circa l'alimentazione pranica (o "breatharianesimo" o "respirianesimo"), ovvero la capacità di "nutrirsi di luce" facendo a meno di qualsiasi cibo e liquido o riducendone drasticamente il consumo.
È autrice di vari libri, tradotti anche in lingua italiana, che hanno riscosso un certo successo tra coloro che abbracciano la New Age, e tiene corsi, seminari e "ritiri spirituali" in diversi paesi del mondo.

## Biografia
Nata Ellen Greve nel Nuovo Galles del Sud nel 1957, nel 1992, dopo una carriera lavorativa nel campo della finanza, inizia il suo "percorso spirituale" e la sua attività di scrittrice e conferenziera, assumendo il nome di Jasmuheen.

## Alimentazione pranica
Jasmuheen è principalmente nota per il suo sostegno ad una pericolosa forma di non-alimentazione chiamata "alimentazione pranica". Secondo i sostenitori di tale "teoria" indimostrata, attraverso un'adeguata preparazione fisica e spirituale si potrebbe arrivare a vivere senza la necessità di assumere alcun alimento o liquido, o quantomeno riducendo al minimo il loro consumo, nutrendosi piuttosto di "luce", ovvero di ipotetiche particelle di prana assorbite attraverso precise tecniche di respirazione. La teoria è assolutamente indimostrata, contraria ad ogni evidenza scientifica, ed estremamente pericolosa da un punto di vista medico.
Jasmuheen ha sostenuto di aver vissuto per gli ultimi quattordici anni ingerendo una media di sole 300 calorie al giorno  (N.B. il metabolismo basale, la quantità di energia che consumiamo senza fare altro, come nel sonno, è di circa 1100 calorie pro die), affiancandole a una regolare assunzione di liquidi e all'ingestione di presunte "microparticelle cosmiche di prana". La stessa Jasmuheen ha ammesso di non essere in grado di cessare l'assunzione di liquidi, se non per brevi periodi. Interrogata circa la quantità e la modalità della sua alimentazione Jasmuheen ha risposto: «Generalmente non [mangio] molto. Magari qualche tazza di tè o un bicchiere d'acqua, ma di tanto in tanto, se mi sento un po' annoiata e ho voglia di un po' di sapore, allora prendo una porzione di qualsiasi cosa di cui desideri sentire il sapore. Può essere un pezzo di cioccolato, una fetta di cheesecake o qualcosa del genere.»
In particolare, il programma televisivo australiano 60 Minutes propose a Jasmuheen di dimostrare la sua capacità di vivere senza cibo e acqua in un esperimento filmato sotto la supervisione di un medico. Jasmuheen accettò, ma già dopo 48 ore iniziò a mostrare sintomi di disidratazione, stress e ipertensione. Jasmuheen sostenne che la causa di questi sintomi fosse imputabile all'aria inquinata; la troupe portò quindi la donna sul fianco di una montagna, dove ella mostrò di apprezzare l'aria fresca e dichiarò di poter adesso vivere felicemente.
Tuttavia, nel corso di pochi giorni la scrittrice perse 6 kg, mostrò le pupille dilatate e la facoltà di parlare appariva rallentata. Nonostante le proteste di Jasmuheen, la quale dichiarava di sentirsi bene e di poter continuare anche se presentava chiari segni di disidratazione e debolezza, l'esperimento fu interrotto dietro consiglio del medico supervisore, preoccupato per le condizioni di salute della donna.
Jasmuheen afferma che alcune delle sue credenze personali si basano sugli scritti del Conte di San Germano e sul suo materiale che sarebbe stato a suo dire canalizzato più recentemente. Afferma anche che il proprio DNA starebbe al momento attuale evolvendosi per arrivare a essere composto di 12 filamenti (affermazione completamente priva di senso scientifico). Di fronte all'offerta di 30.000 dollari per provare attraverso un'analisi del sangue la sua affermazione, Jasmuheen ha rifiutato, asserendo: «Non si può vedere l'energia spirituale sotto un microscopio.»

## Critiche
Se le idee spirituali di Jasmuheen hanno sollevato un certo interesse nella comunità New Age, dall'altra parte sono state spesso oggetto di critiche da parte dei medici, e riconosciute come molto pericolose per i gravi rischi che potrebbe comportare un'imitazione del "modello alimentare" proposto dall'autrice.
L'esistenza del presunto "prana" non è mai stata dimostrata sperimentalmente, né ci sono mai stati casi documentati di persone in grado di rimanere senza bere o mangiare a lungo.
Ci sono stati invece numerosi casi di truffatori o persone con problemi psichici che hanno finto di avere questo potere, o ne erano patologicamente convinte.
In Scozia una donna, Verity Linn, è stata trovata morta per inedia nel tentativo di seguire queste pratiche pericolose. Dalla lettura del suo diario è emerso che seguiva le idee del respirianesimo, era un membro importante della comunità, ed era a dieta per "purificarsi".
In India una donna, Kumari Neerja, viveva in una piccola stanza e sosteneva di non mangiare né bere da anni. Venne scoperto un foro nel muro da cui le veniva passato il cibo, e le venne causato il vomito scoprendo che aveva mangiato delle patate.

## Opere in lingua italiana
- Il cibo degli dei, traduzione di C. De Sanctis, Bertinoro, Macroedizioni, 2010, ISBN 978-88-6229-126-2.
- Radianza divina. Le vie dei maestri, traduzione di M. Faccia, Roma, Edizioni Mediterranee, 2003, ISBN 88-272-1496-8.
- Alimentazione pranica. Il processo dei 21 giorni. Testimonianze, traduzione di B. Breuer, Roma, Edizioni Mediterranee, 2001, ISBN 88-272-1381-3.
- Ambasciatori di luce. Alimentazione pranica. Una soluzione al problema della fame del mondo, traduzione di M. Faccia, Edizioni Mediterranee, 2001, ISBN 88-272-1397-X.
- Nutrirsi di luce. Come rigenerarsi in 21 giorni. Alimentazione pranica e immortalità fisica, Roma, Edizioni Mediterranee, 1998, ISBN 88-272-1242-6.